# 陳文達
陳文達，字在茲，清代臺灣府臺灣縣人，康熙四十六年（1707年）臺灣府學學貢，曾擔任過《臺灣府志》（高拱乾版）的分校工作，也參與過《鳳山縣志》的編纂工作。